# Джамель Менад
Джамель Менад (араб. جمال مناد; 22 липня 1960, Ель-Баяд — 22 березня 2025) — алжирський футболіст, що грав на позиції нападника. По завершенні ігрової кар'єри — футбольний тренер.
Виступав, зокрема, за клуб «Кабілія», а також національну збірну Алжиру. У складі збірної — володар Кубка африканських націй.

## Клубна кар'єра
У дорослому футболі дебютував 1976 року виступами за команду клубу «Белуїздад», в якій провів п'ять сезонів і у сезоні 1977/78 виграв Кубок Алжиру.

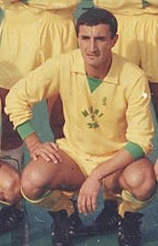
Джамель Менад у 1986 році

Своєю грою за цю команду привернув увагу представників тренерського штабу клубу «Кабілія», до складу якого приєднався 1981 року. Відіграв за команду з Тізі-Узу наступні шість сезонів своєї ігрової кар'єри, вигравши з нею низку національних та міжнародних трофеїв.
1987 року відправився до Франції, де три сезони виступав за місцевий «Нім-Олімпік» у Дивізіоні 2, після чого грав за клуби португальського вищого дивізіону «Фамалікан» та «Белененсеш».
Завершив професійну ігрову кар'єру в 1997 році після ще трьох років виступів на батьківщині за клуби «Кабілія» та «УСМ Алжир».

## Виступи за збірну
1979 року залучався до складу молодіжної збірної Алжиру, разом з якою став чвертьфіналістом молодіжного чемпіонату світу в Мексиці.
1980 року виступав у складі збірної Алжиру на олімпійському футбольному турнірі в СРСР, де «лиси пустелі» змогли вийти з групи.
Згодом у складі національної збірної був учасником чемпіонату світу 1986 року у Мексиці, на якому зіграв у двох матчах. Крім того, в її складі став бронзовим призером Кубка африканських націй 1984 і 1988 року, учасником Кубка африканських націй 1986 і 1992 року, а також був включений у заявку на домашній Кубок африканських націй 1990 року, здобувши того року титул континентального чемпіона, причому Менад з чотирма голами став найкращим бомбардиром турніру.
Протягом кар'єри у національній команді, яка тривала 16 років, провів у формі головної команди країни 81 матч, забивши 25 голів.

## Кар'єра тренера
Розпочав тренерську кар'єру, повернувшись до футболу після невеликої перерви, 2005 року, очоливши тренерський штаб клубу «УСМ Алжир».
Надалі очолював команди клубів «УСМ Аннаба», «ЖСМ Беджая», «Белуїздад», «МК Алжир» та «УСМ Ель-Харраш». Також очолював еміратський клуб «Аль-Вахда» (Абу-Дабі), команду якого Джамель Менад очолював як головний тренер 2014 року.

## Титули та досягнення

### Командні
- Чемпіон Алжиру: 1982, 1983, 1985, 1986, 1995
- Володар Кубка Алжиру: 1978, 1986, 1997
- Володар Кубка африканських чемпіонів: 1981
- Володар Кубка володарів кубків КАФ: 1995
- Володар Кубка африканських націй (U-21): 1979
- Володар Кубка африканських націй: 1990
- Бронзовий призер Кубка африканських націй: 1984, 1988
- Володар Афро-Азійського Кубка Націй: 1991

### Особисті
- Найкращий бомбардир Кубка африканських націй: 1990 (4 голи)